# António Montês
António Montês CvSE (Caldas da Rainha, 1896 - Lisboa, 12 de Setembro de 1967) foi um jornalista e escritor português.

## Biografia

### Nascimento e formação
Nasceu na localidade de Caldas da Rainha, em 1896. Era irmão de João Montês e Paulino Montês.
Frequentou os estudos secundários no Liceu Rodrigues Lobo, em Leiria, entre 1909 e 1914, e os Preparatórios de Engenharia em Coimbra, entre 1914 - 1916. Entre 1916 e 1917, ingressou na Escola de Guerra, no Curso de Infantaria. Após a conclusão do curso, cumpriu o serviço militar em Lagos

### Carreira profissional

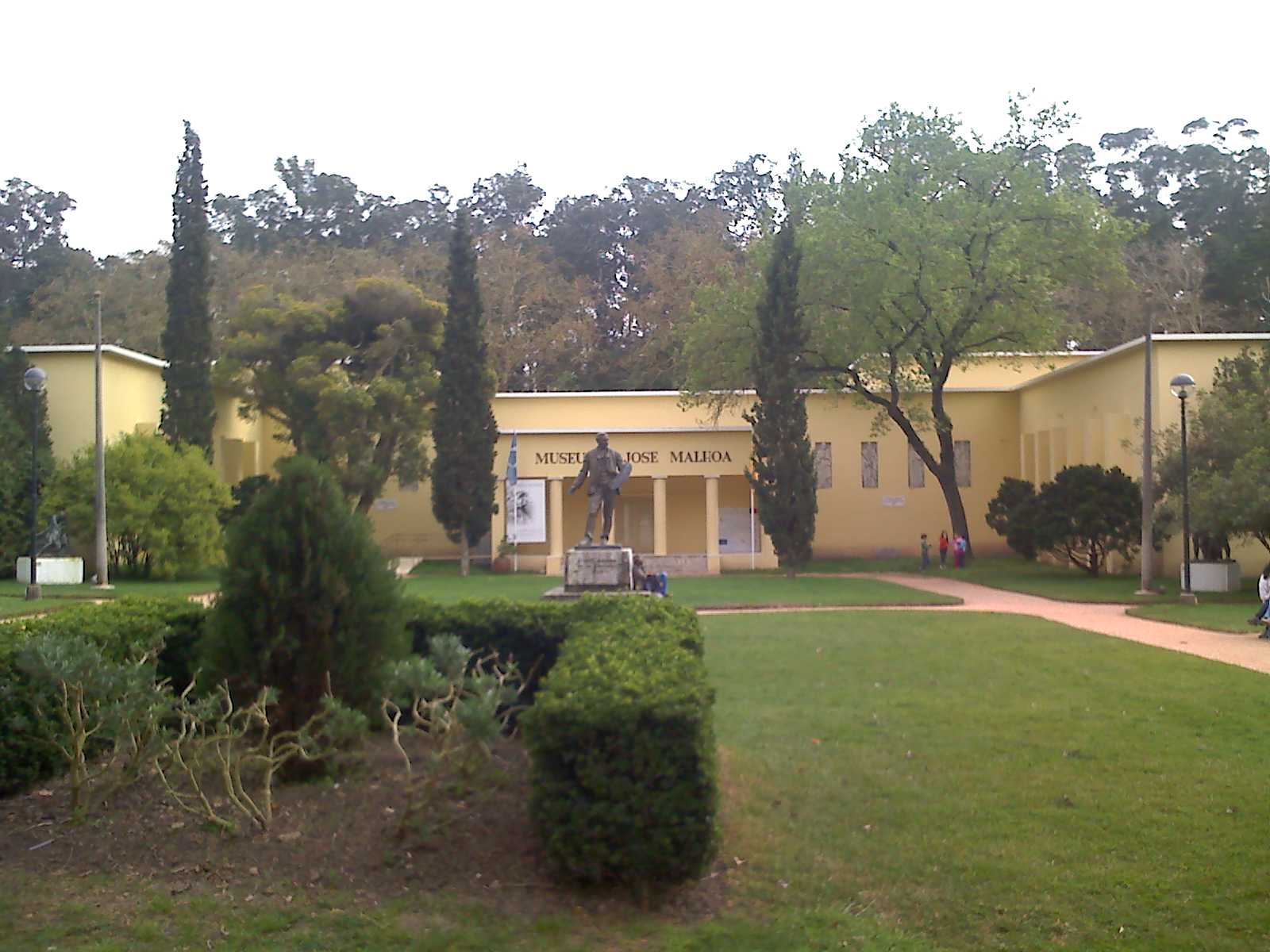
Museu José Malhoa.

Durante o período do Sidonismo, exerceu como administrador nos Concelhos de Caldas da Rainha e Óbidos, e foi tesoureiro, chefe de expediente e subgerente da filial das Caldas da Rainha do Banco Industrial Português até 1925. Entre 1926 e 1963, data em que passou à reforma, foi chefe de secção no Serviço de Via e Obras, secretário-geral, e chefe do Serviço de Turismo e Publicidade da Companhia dos Caminhos de Ferro Portugueses. Notabilizou-se, enquanto chefe do Serviço de Turismo e Publicidade, por criar a iniciativa Comboios-Mistério e dinamizar os Expressos Populares, tendo popularizado o mote O Comboio Descobriu a Paisagem, que significou a expansão do turismo em Portugal graças ao transporte ferroviário.
Importante dinamizador da cultura nas Caldas da Rainha, tendo sido responsável por vários projectos de promoção da localidade como estância termal; cumpriu funções como tesoureiro e vice-presidente da Associação Comercial e Industrial, em 1924, e membro das Comissões de Iniciativa, entre 1927 e 1929, e de Turismo, em 1932. Foi igualmente um dos promotores da elevação da vila de Caldas da Rainha a cidade, em 1927, e da instalação dos monumentos, em homenagem a Rafael Bordalo Pinheiro, em 1927, José Malhoa, entre 1928 e 1955, e Rainha D. Leonor, em 1935. Também dinamizou a Comissão Regional para a Homenagem ao Grande Pintor José Malhoa, em 1928, e foi responsável pela gestão do programa das Comemorações Centenárias de 1940, na Província da Estremadura. Exerceu igualmente como director da Sociedade Nacional de Belas Artes, e foi sócio da Academia Nacional de Belas Artes. Foi por sua iniciativa que se fizeram obras na Igreja de Nossa Senhora do Pópulo, onde foi restaurada a traça primitiva.
Foi um dos fundadores e o primeiro director do Museu Provincial José Malhoa, tendo sido diplomado com o Curso de Conservador de Museus em 1946. Na Década de 1950, visitou vários museus de cerâmica na Europa Central, de forma a adquirir conhecimentos para a fundação de um museu deste tipo na localidade das Caldas da Rainha; no entanto, adoeceu gravemente na viagem de regresso, em 1958, tendo partido para a Suíça, junto com a sua esposa, para se restabelecer, tendo sido sujeito a uma operação cirúrgica no Canton Hospital de Zurique. Cessou funções como director em 25 de Dezembro de 1966, ao atingir o limite de idade.
Também foi crítico e conferencista na área da arte, tanto em Portugal como no estrangeiro, jornalista, e estudioso de arte, património e turismo, tendo participado assiduamente em vários jornais e revistas, destacando-se os seus artigos na Gazeta dos Caminhos de Ferro e na revista Viagem. Integrou a redacção do periódico Gazeta das Caldas, aquando da sua fundação, em 1925, e dirigiu e contribuiu no Boletim da CP durante oito anos. No estrangeiro, foi correspondente da Real Academia de San Fernando, em Madrid, e da Academia de Belas Artes de Santa Isabel da Hungria, em Sevilha.

## Falecimento
Faleceu em 12 de Setembro de 1967, na sua residência na Rua Rodrigo da Fonseca, em Lisboa, aos 69 anos de idade. O funeral realizou-se no dia seguinte, tendo o corpo passado pelo Museu José Malhoa e pela Igreja de Nossa Senhora do Pópulo, e sido depositado no jazigo da família, no cemitério das Caldas da Rainha. Estava casado com Júlia Adelaide Paramos Montês.

## Homenagens
António Montês recebeu várias condecorações, tanto nacionais como estrangeiras. Em 1952, recebeu a comenda da Ordem de Afonso X, O Sábio, do Ministro de Educação de Espanha. Em 1956, foi condecorado com o grau de Cavaleiro da Ordem Militar de Sant’Iago da Espada.